# Tyrtaios
Tyrtaios (grekiska Τυρταῖος, latin Tyrtaeus) var en forngrekisk lyriker (elegiker), som under det andra messeniska kriget (685-668 f.Kr.) genom sina krigiska sånger eldade spartanernas mod.
En sägen berättar att Tyrtaios var av jonisk härkomst och att atenarna skickat honom till Sparta, då spartanerna hos dem anhöll om undsättning. Möjligen har denna sägen sin grund i att han i Sparta infört elegin, som var en ursprungligen jonisk diktart, och begagnade sig av jonisk dialekt. Berättelsen att Tyrtaios var halt har man velat förklara som en allegorisk hänsyftning på det elegiska versmåttet distikon, i vilket en längre och en kortare vers är parvis förenade.
Mest berömd bland Tyrtaios elegier var en med titeln Eunomia, i vilken han för sina landsmäns ögon ställde bilden av forntida medborgardygd i överensstämmelse med de lykurgiska lagarna och därigenom kraftigt bidrog till att avhjälpa uppkomna missförhållanden inom samhället. Han författade även krigiska marschhymner på anapestiskt versmått och dorisk dialekt. Bevarade fragment av hans dikter är utgivna bland annat av Theodor Bergk i samlingen Poetae lyrici graeci II.